# Star Trek: Lower Decks/Staffel 4
Dieser Artikel behandelt die 2023 veröffentlichte, 10-teilige vierte Staffel der US-Fernsehserie Star Trek: Lower Decks.

## Episoden
| Nr. (ges.) | Nr. (St.) | Deutscher Titel                           | Originaltitel                       | Erstveröffentlichung USA | Deutschsprachige Erstveröffentlichung (D/A/CH) | Regie                       | Drehbuch           | Länge  |
| --- | --------- | ----------------------------------------- | ----------------------------------- | ------------------------ | ---------------------------------------------- | --------------------------- | ------------------ | ------ |
| 31 | 1         | Twovix                                    | Twovix                              | 7. Sep. 2023             | 7. Sep. 2023                                   | Barry J. Kelly, Jason Zurek | Mike McMahan       | 25 min |
| Die USS Cerritos begleitet die ausgemusterte USS Voyager zur Erde, wo sie in ein Museum umgewandelt wird. Ein ruhender „Makrovirus“ im Delta-Quadranten erwacht und übernimmt die Kontrolle über das Schiff. Fähnrich Brad Boimler ist besorgt, einen Fehler zu machen und seine bevorstehende Beförderung nicht zu erhalten, doch nach ermutigenden Worten von Fähnrich Beckett Mariner bittet er Fähnrich Sam Rutherford um Hilfe, um den Makrovirus zu stoppen. Auf der Cerritos verursacht ein verirrtes Blütenblatt aus dem Delta-Quadranten einen Transporterunfall, bei dem Dr. T’Ana und Chefingenieur Andy Billups zu einer Person namens „T'illups“ verschmelzen. Kapitän Carol Freeman erfährt, dass Kapitän Kathryn Janeway, als dies auf der Voyager geschah, die fusionierte Person Tuvix tötete, um die ursprünglichen Individuen wiederherzustellen. Um nicht das gleiche Schicksal zu erleiden, beginnt T'illups, andere Besatzungsmitglieder zu „tuvixieren“. Die Fähnriche D’Vana Tendi und T’Lyn verschmelzen alle Tuvixed-Individuen zu einem riesigen Fleischball, bevor sie sie trennen. Nach dem Chaos werden Boimler, Tendi, T’Lyn und Mariner alle zum Lieutenant (Unterstufe) befördert. Unterdessen wird das klingonische Schiff Che'Ta von einem unbekannten Schiff angegriffen. |           |                                           |                                     |                          |                                                |                             |                    |        |
| 32 | 2         | Keine Knochen, aber muss trotzdem fliehen | I Have No Bones Yet I Must Flee     | 7. Sep. 2023             | 7. Sep. 2023                                   | Megan Lloyd                 | Aaron Burdette     | 25 min |
| Ein romulanisches Raumschiff wird von demselben unbekannten Schiff angegriffen. Mariner glaubt, dass Ransom plant, sie erneut zur Fähnrichin zu degradieren, und beschließt, unbotmäßig zu handeln, um dies zu beschleunigen. Auf seiner Mission, Menschen aus einer außerirdischen Menagerie zu retten, verhält sich Mariner respektlos und undiszipliniert. Als eine gefährliche, knochenfressende Kreatur namens Moopsy aus ihrem Käfig entkommt, beschuldigt Ransom Mariner, sie freigelassen zu haben, um degradiert zu werden, sagt ihr jedoch, dass er Vertrauen in sie habe und sich weigert, zuzulassen, dass sie ihre eigene Karriere sabotiert. Die beiden arbeiten zusammen, um Moopsy in seinen Käfig zurückzubringen und entdecken, dass die Menschen in der Menagerie Moopsy selbst befreit haben. Rutherford befürchtet, dass Tendis Beförderung ihre Freundschaft ruinieren wird. Er verbringt den Tag damit, Billups mit seinen technischen Fähigkeiten zu beeindrucken, um sich seine eigene Beförderung zu verdienen, wird aber auf Schritt und Tritt vom neuen Fähnrich Livik übertroffen. Tendi versichert Rutherford, dass sie auf jeden Fall Freunde bleiben werden. Als Tendi erfährt, dass er in der Vergangenheit Beförderungen abgelehnt hat, bittet er Billups, ihm die ihm zustehende Beförderung zu gewähren. Billups gibt Rutherford anstelle von Livik die Beförderung. |           |                                           |                                     |                          |                                                |                             |                    |        |
| 33 | 3         | In der Wiege Vexilons                     | In the Cradle of Vexilon            | 14. Sep. 2023            | 14. Sep. 2023                                  | Brandon Williams            | Ben Waller         | 24 min |
| Die Cerritos besuchen Corazonia, einen idyllischen Weltraumhabitat, der von Vexilon kontrolliert wird, einem alten Computersystem, dessen Leistung nachlässt. Freemans Versuche, Vexilon zu reparieren, führen dazu, dass es abgeschaltet wird, was zu Chaos im Ökosystem von Corazonia führt. Unterdessen leitet Boimler seine erste Außenmission zur Modernisierung eines Kraftwerks; Es fällt ihm schwer, seinen Untergebenen zu vertrauen, und er besteht darauf, die ganze Arbeit selbst zu erledigen. Als Freeman die Anlage reaktivieren muss, überredet T’Lyn Boimler, seinen Fähnrichen zu vertrauen; Sie arbeiten zusammen und starten die Maschinerie neu, sodass Freeman Vexilon zurücksetzen kann. Das Werk überhitzt und Boimler befiehlt seinem Team, das Werk zu verlassen. Er wird getötet, indem er es deaktiviert, aber später von Dr. T’Ana wiederbelebt. Währenddessen werden Mariner, Tendi und Rutherford auf der Cerritos von Lt. Dirk beauftragt, Tausende von Computerchips zu scannen, um einen kaputten zu finden. Da sie vermuten, dass er sie schikaniert, rächen sie sich, indem sie in seinem Quartier eine Partie Chula platzieren, die die Spieler in einer simulierten Welt gefangen hält. Dirk macht ihnen klar, wie wichtig ihre Aufgabe ist und erzählt ihnen, dass er als Kind von Chula traumatisiert wurde. Überzeugt davon, dass Dirk sie nicht schikaniert, lenkt Mariner ihn ab, während Rutherford das Spiel aus seinem Quartier entfernt (nachdem er gezwungen wurde, es durchzuspielen) und Tendi den kaputten Chip findet. Später feiern Dirk und Ransom ihre erfolgreiche Schikanierung. |           |                                           |                                     |                          |                                                |                             |                    |        |
| 34 | 4         | Etwas Geliehenes, etwas Grünes            | Something Borrowed, Something Green | 21. Sep. 2023            | 21. Sep. 2023                                  | Bob Suarez                  | Grace Parra Janney | 25 min |
| Nachdem ein Orion-Versorgungsschiff von demselben unbekannten Schiff aus früheren Episoden angegriffen wird, drängt die Sternenflotte den widerstrebenden Lt. Tendi dazu, an der Hochzeit ihrer Schwester D’Erika teilzunehmen, um interstellaren guten Willen zu demonstrieren. Mariner und T’Lyn begleiten sie zum Orion, wo die Tendi-Familie zu den reichsten, mächtigsten und gefürchtetsten der Welt zählt. Die Braut wurde entführt und es liegt in der üblichen Verantwortung von Tendi, sie zu retten. Sie verfolgen D’Erika zu einer verlassenen Raumschiffwerft, wo Tendi gesteht, dass sie zur Elite-Attentäterin ausgebildet wurde, bevor sie weglief, um sich der Sternenflotte anzuschließen. D’Erika, die ihre eigene Entführung inszeniert hat, überfällt Tendi aus Rache dafür, dass sie sie im Stich gelassen hat. Die Schwestern versöhnen sich und die Hochzeit findet wie geplant statt. Auf den Cerritos sind sich Boimler und Rutherford als Zimmergenossen ärgerlich nahe gekommen, streiten sich aber über die Bewässerung ihres Bonsai-Baums. Ihr Konflikt setzt sich auf dem Holodeck fort, als beide als Mark Twain auftreten, aber sie lösen ihre Meinungsverschiedenheit, indem sie in ihrer Rolle handeln. Sie empfehlen die gleiche Holodeck-Aktivität, als Captain Freeman und ein aggressiver Chalnoth-Kapitän nicht verhandeln können, es jedoch zu einer Schlägerei kommt. Der Chalnoth drückt die Neugier auf die Bonsai aus; Als man ihn dorthin bringt, frisst er den Baum sofort. Plötzlich zufrieden, ist er nun bereit, eine Einigung mit Freeman zu erzielen. |           |                                           |                                     |                          |                                                |                             |                    |        |
| 35 | 5         | Empathische Irrtümer                      | Empathological Fallacies            | 28. Sep. 2023            | 28. Sep. 2023                                  | Megan Lloyd                 | Jamie Loftus       | 26 min |
| Der Cerritos begleitet drei ausgelassene Betazoid-Diplomaten. T’Lyn findet ihr Verhalten und ihre Zeit auf dem Schiff geschmacklos und verfasst eine Nachricht, in der sie darum bittet, zu ihrem früheren Schiff zurückkehren zu dürfen. Die Cerritos-Crew beginnt, sich unbeholfen zu benehmen, und Freeman vermutet, dass die Betazoiden an Zanthi-Fieber leiden, einer telepathischen Krankheit, die die Gefühle anderer beeinflusst. Die Betazoiden protestieren gegen Freemans Behandlung, enthüllen sich als verdeckte Geheimdienstoffiziere und übernehmen die Kontrolle über das Schiff. T’Lyn erkennt, dass ihre widersprüchlichen Gefühle über ihren Transfer telepathisch auf das Schiff projiziert werden, was sie noch mehr davon überzeugt, dass sie als Vulkanierin eine Versagerin ist. Mariner hilft dabei, ihr Selbstvertrauen wiederherzustellen, was T’Lyn hilft, ihre Gefühle zu unterdrücken und die Crew wieder in den Normalzustand zu versetzen. Sie sendet ihre Nachricht nicht. Unterdessen geht ein überforderter Boimler mit dem Sicherheitsteam trainieren, findet aber, dass es sich bei deren Aktivitäten um alberne Freizeitspiele handelt. Später wird er Zeuge, wie die Sicherheitsmannschaft mit der Betazoid-Bedrohung problemlos umgeht; Shaxs erzählt Boimler, dass sie ihm helfen wollten, sich zu entspannen, da ein Beschützer auch bedeutet, den Geisteszustand der Crew zu schützen. Vor ihrer Abreise teilen die Betazoid-Agenten ein Bild des mysteriösen Schiffes, das andere Schiffe angegriffen hat. |           |                                           |                                     |                          |                                                |                             |                    |        |
| 36 | 6         | Parth Ferengis Lieblingsort               | Parth Ferengi's Heart Place         | 5. Okt. 2023             | 5. Okt. 2023                                   | Brandon Williams            | Cullen Crawford    | 27 min |
| Ein Ferengi-Schiff wird von dem mysteriösen Schiff angegriffen, wie von einem seiner unglücklichen Besatzungsmitglieder geplant, das ebenfalls von der Explosion erfasst wird. In der Zwischenzeit wird Captain Freeman damit beauftragt, einem Admiral der Sternenflotte dabei zu helfen, die Vereinbarung zur Genehmigung des Beitritts der Ferengi zur Föderation zu formalisieren. Sie wird jedoch ignoriert, als sie spürt, dass Grand Nagus Rom und der Erste Angestellte Leeta sie betrügen. Während sich der Admiral immer mehr mit den geänderten Bedingungen ihrer Vereinbarung auseinandersetzt, lockt Freeman sie mit einem unmöglichen Deal zurück, der ihnen Respekt einbringt. Rom und Leeta stimmen den ursprünglichen Bedingungen der Föderation zu und ernten dafür den Dank des Admirals. Unterdessen beauftragt Ransom die Reiseleitung für die Gruppe, damit sie die Freuden von Ferenginar genießen können, doch Mariner ist über seine unermüdliche Unterstützung verärgert. Als sie sich mit ihrem Freund Quimp trifft, betrinkt sie sich und streitet sich sinnlos, bis Quimp sie wegen ihres Wutanfalls anprangert und ihr sagt, dass sie es einmal in ihrer Karriere akzeptieren soll, an einem guten Ort zu sein. Boimler plant ein ehrgeiziges Besichtigungsprogramm, lässt sich jedoch vom Ferengi-Fernsehen verzaubern. Tendi und Rutherford werden im Rahmen ihres Auftrags gebeten, sich als verheiratetes Paar auszugeben, doch die romantische Erfahrung kommt ihnen zu nahe. |           |                                           |                                     |                          |                                                |                             |                    |        |
| 37 | 7         | Noch ein paar Abzeichen mehr              | A Few Badgeys More                  | 12. Okt. 2023            | 12. Okt. 2023                                  | Bob Suarez                  | Edgar Momplaisir   | 27 min |
| Badgey überspringt ein Drookmani-Schiff, bevor er auf Bynar-Schiffsreste eines früheren Angriffs des mysteriösen Schiffes trifft. Die Cerritos antworten auf den Notruf der Bynar und Badgey greift sie an. Rutherford und Mariner beamen sich an Bord des Schiffes. Rutherford entschuldigt sich bei Badgey. Badgeys kognitive Dissonanz über seine Liebe zu Rutherford veranlasst ihn, seinen rachsüchtigen Kodex beizubehalten und seinen „guten“ Kodex in eine andere Version, „Goodgey“, umzuwandeln. Badgey gibt dann seinen Code an jedes Schiff in der Föderation weiter und plant, alles zu zerstören, aber der Vorgang macht ihn allwissend und er erkennt die Gereiztheit seiner Wut und entschuldigt sich, bevor er in einen höheren Seinszustand aufsteigt. Rutherford integriert Goodgey in ein Leitsystem der Föderation. Unterdessen begeben sich Tendi und Boimler zum Daystrom-Institut, um die Rehabilitation von Peanut Hamper zu überwachen und AGIMUS‘ angebliche Informationen über das mysteriöse Schiff zu sammeln. Peanut Hamper und AGIMUS planen heimlich ihre Flucht mit diesen Tricks, aber AGIMUS erkennt bei seiner Flucht, dass Peanut Hamper ihn verlassen hat. Er findet sie auf einem Dienstschiff, wo sie verrät, dass sie sich wirklich gebessert hat und nur eine Verschwörung mit AGIMUS eingegangen ist, weil sie ihre Freundschaft genossen hat. AGIMUS beschließt, das Institut wirklich zu reformieren, damit er sich ihr später anschließen kann. Er gibt Boimler Informationen, aus denen hervorgeht, dass die angegriffenen Schiffe nicht zerstört, sondern gestohlen wurden. |           |                                           |                                     |                          |                                                |                             |                    |        |
| 38 | 8         | Höhlen                                    | Caves                               | 19. Okt. 2023            | 19. Okt. 2023                                  | Megan Lloyd                 | Ben Rodgers        | 27 min |
| Boimler, Mariner, Tendi und Rutherford sind in einer eingestürzten Höhle gefangen, während sie auf einer Außenmission sind, um aggressiv wachsendes Moos zu untersuchen. Mit blockierter Kommunikation warten sie auf Rettung und erzählen Geschichten über frühere Erlebnisse in Höhlen: Boimler war mit dem Verschwörungstheoretiker Lieutenant Levy auf Kyron 4 gefangen, schließt sich ihm aber an, als sich seine Theorie, dass die Höhle ein Test der mysteriösen Vendorianer ist, als richtig erweist. Rutherford erzählt, wie er und Dr. T’Ana auf Balkus 9 gefangen waren und er ein außerirdisches Baby zur Welt brachte, das er und T’Ana gemeinsam aufzogen, während sie nach einem Höhlenausgang suchten. Mariner war gefangen, nachdem er eine Außenmission mit Delta Shift auf Glish angeführt hatte. Obwohl sie anfangs gegensätzlich waren, ermöglichte ihnen ihre Teamarbeit, ein Signal zur Rettung zu geben. Danach beginnen sie zu streiten, da sie befürchten, dass ihre Geschichten zeigen, dass sich ihre sozialen Gruppen verändern könnten. Das Moos, das sich als empfindungsfähig erweist, verlangt, Tendis Geschichte zu hören: Nachdem sie nach Tendis erstem Tag gefeiert hatten, waren alle vier in einem Aufzug gefangen, aber dadurch wurden sie Freunde. Tendi versichert ihnen, dass sie immer Freunde bleiben werden, auch wenn ihr sozialer Kreis wächst. Das Moos wird berührt und sie erzählen ihm weiterhin Geschichten. Insgeheim stellt sich heraus, dass die blockierten Kommunikationen von den Vendorianern verursacht wurden, um ihre Freundschaft auf die Probe zu stellen. |           |                                           |                                     |                          |                                                |                             |                    |        |
| 39 | 9         | Der innere Kampf                          | The Inner Fight                     | 26. Okt. 2023            | 26. Okt. 2023                                  | Brandon Williams            | Mike McMahan       | 25 min |
| Das mysteriöse Schiff greift nun ehemalige Offiziere der Sternenflotte an und die Cerritos wird beauftragt, den ehemaligen Kadetten Nick Locarno zu lokalisieren und zu beschützen, der jetzt als Pilot arbeitet. Captain Freeman, Shaxs und Rutherford machen sich auf den Weg nach New Axton, um Locarno ausfindig zu machen. Als Freeman Mariners jüngste Selbstgefährdung beobachtet, beauftragt er Mariner, Tendi, T’Lyn und Boimler mit einer sicheren Bojenreparaturarbeit in der Nähe von Sherbal V. Nachdem sie fertig sind, erscheint die Che'Ta, die jetzt mit dem mysteriösen Schiff zusammenarbeitet, und zerstört sie Shuttle und erfordert, dass sie auf den Planeten beamen. Sie treffen auf hochrangige Offiziere verschiedener vermisster Schiffe, darunter Ma’ah, die alle als Opfer einer Meuterei gestrandet sind. Während die anderen die Überwachungsstation der Boje in ein Notsignal umwandeln, gerät Mariner in einen Streit mit Ma’ah, doch gläserner Regen zwingt die beiden, in einer Höhle Schutz zu suchen. Sie verrät, dass sie den Dominion-Krieg nur drei Jahre, nachdem sie einen Freund, Sito, durch eine Spionagemission der Sternenflotte verloren hatte, durchgemacht hatte und aus Desillusionierung darüber handelte, dass ihre neuen Verantwortlichkeiten eine Komplizenschaft mit den militärischen Aspekten der Sternenflotte bedeuten könnten. Ma’ah trägt dazu bei, Mariners Glauben an sich selbst und die Sternenflotte zu stärken. Sie überredet die gestrandeten Kapitäne zur Zusammenarbeit, wird aber plötzlich weggebeamt. Ma’ah und die anderen schaffen es, den Che'Ta an die Oberfläche zu locken und ihn zu überholen. Unterdessen macht Freeman Locarnos Wohnsitz ausfindig, entdeckt darin jedoch die Baupläne des mysteriösen Schiffs. Mariner findet sich an Bord des Schiffes wieder und wird von Locarno begrüßt. |           |                                           |                                     |                          |                                                |                             |                    |        |
| 40 | 10        | Alte Freunde, neue Planeten               | Old Friends, New Planets            | 2. Nov. 2023             | 2. Nov. 2023                                   | Bob Suarez                  | May Darmon         | 28 min |
| Locarno sendet aus dem Detrion-System, dass er die meuternden Besatzungen der gestohlenen Schiffe versammelt hat, um eine neue „Nova-Flotte“ zu bilden, mit Plänen, mit einem Genesis-Gerät die Sternenflotte und andere zu bedrohen, damit sie ihre Legitimität anerkennen. Er entführte Mariner, weil er glaubte, sie würde sich ihnen anschließen, da sie selbst Probleme mit der Sternenflotte hatte. Stattdessen warnt sie die Zuschauer, dass Locarno nicht vertrauenswürdig ist, stiehlt das Gerät und kapert ein Schiff, ist aber in den undurchdringlichen Trynar-Schilden gefangen, die Locarno das System umgeben hat. Captain Freeman widersetzt sich dem Befehl der Sternenflotte, auf die Rettung von Mariner zu warten. Mit Tendis Hilfe erwirbt sie von D’Erika ein Schlachtschiff, das in der Lage ist, die Schilde zu durchbrechen. Diese stimmt unter der Bedingung zu, dass Tendi danach zu ihrer Familie zurückkehrt. Das Schlachtschiff ist funktionsunfähig, aber Boimler, der als amtierender Kapitän fungiert, nutzt die Traktorstrahlen der Cerritos, um das Schlachtschiff gegen die Schilde zu stoßen und sie so lange auseinanderzublasen, dass Freeman in der Yacht des Kapitäns eintreten kann. Von Locarno in die Enge getrieben, aktiviert Mariner das Genesis-Gerät und fleht ihn an, nicht zuzulassen, dass seine Wut über seinen Rauswurf sein Leben bestimmt. Bevor er sie erschießen kann, beamt Freeman sie weg. Locarno versucht, das Gerät zu deaktivieren, scheitert jedoch, als er auf eine Ferengi-Paywall stößt. Das Gerät aktiviert und erschafft aus Locarno und der umgebenden Materie einen neuen Planeten der M-Klasse. Die Sternenflotte nennt es „Locarno“. Freeman entgeht einem Kriegsgerichtsverfahren, weil ihre Taten historische diplomatische Verhandlungen der Orion eröffnet haben. Als Mariner wieder mit ihren Freunden zusammen ist, gesteht sie ihnen, dass sie mit schwierigen Problemen zu kämpfen hat, die sie zum Handeln veranlasst haben. T’Lyn wird eingeladen, zum Sh’vhal zurückzukehren, lehnt jedoch ab, während Tendi gezwungen ist, zu ihrer Familie zurückzukehren, was ihre Freunde, insbesondere Rutherford, traurig macht. Sie sind jedoch sicher, dass sie sie wiedersehen werden. Als Tendi nach Hause zurückkehrt, bereitet sie sich zuversichtlich auf das vor, was vor ihr liegt. |           |                                           |                                     |                          |                                                |                             |                    |        |

## Kritik
„Die vierte Staffel von Star Trek: Lower Decks setzt wieder auf schnelles Storytelling und Trek-Memorabilia. Heraus kommt eine unterhaltsame, aber bekannte Mischung.“

„Diese Kritik dürfte für viele Serien gelten, bei einer Zeichentrickserie mit derart im Vordergrund stehenden Charakteren und schnellem Storytelling fällt es aber möglicherweise stärker auf. Langweilig ist die vierte Staffel von Lower Decks aber nicht, das soll an dieser Stelle gesagt sein: Wir haben oft gelacht und uns über die Anspielungen auf vergangene Star-Trek-Serien gefreut. Qualitativ spielt Lower Decks immer noch auf hohem Niveau, was nicht alle aktuellen Star-Trek-Serien von sich behaupten können (Looking at you, Discovery).“